# ريتش غوردون
ريتش غوردون (بالإنجليزية: Rich Gordon)‏ هو سياسي أمريكي، ولد في 3 يوليو 1948 في مقاطعة سان ماتيو في الولايات المتحدة. حزبياً، نشط في الحزب الديمقراطي. وقد انتخب عضو جمعية ولاية كاليفورنيا.

## وصلات خارجية
- الموقع الرسمي